# Maya Deren
Eleanora Derenkowsky conocida como Maya Deren (Kiev, Imperio ruso, 29 de abriljul./ 12 de mayo de 1917greg. - Nueva York, 13 de octubre de 1961) fue una directora de cine, bailarina, coreógrafa, poeta y escritora ucraniana nacionalizada estadounidense. Fue una de las principales realizadoras de cine experimental de los años 40. Se la considera la madre del cine independiente, surrealista y de vanguardia en Estados Unidos. Sus películas se inspiran en el psicoanálisis y el surrealismo. Su obra Meshes of the Afternoon, premiada en el Festival Internacional de Cannes, está considerada una de las películas experimentales más importantes e influyentes del siglo XX. Dicho cortometraje de carácter introspectivo, explora las imágenes del interior de una mujer, en cuyos sueños tiene un terror hacia los objetos de su vida cotidiana.

## Primeros años y educación
Nació 29 de abriljul./ 12 de mayo de 1917greg. en Kiev, ahora Ucrania, con el nombre de Eleanora Derenkowsky y desarrolló su carrera profesional en Estados Unidos. En 1922 después de una serie de pogromos antisemitas y por las simpatías de su padre por León Trotski, la familia voló a Siracusa, Nueva York. El padre acortó el nombre familiar a "Deren" poco tiempo después de llegar a Nueva York. Se unió al cuerpo de psiquiatras en el “State Institute for the Feeble-Minded” en Siracusa. Su madre se mudó a París para estar con su otra hija, mientras ella asistía a la “League of Nations School” en Ginebra, Suiza desde 1930 hasta 1933. En 1928, se hizo ciudadana de los Estados Unidos de América.
Deren comenzó sus estudios de grado en la Universidad de Siracusa, donde se unió a la “Trotskyist Young People's Socialist League”. A través de la liga de jóvenes socialistas conoce a Gregory Bardacke, con quien se casó a los 18 años. Después de graduarse en 1935 se mudó a la ciudad de Nueva York. Ella y su esposo apoyaron varias causas socialistas en la ciudad. Se graduó de la Universidad de Nueva York. En 1939 se divorció. Comenzó estudios de maestría en literatura inglesa en la “New School for Social Research” y los completa en el “Smith College”.
Después de graduarse en el Smith, Deren regresó a la “New York’s Greenwich Village” donde trabajó como secretaria free-lance. En 1941 se convirtió en la secretaria personal de la coreógrafa Katherine Dunham, al final de una gira la compañía de danza se detuvo en Hollywood. Ahí fue donde Deren conoció a Alexandr Hackenschmied, un fotógrafo y camarógrafo checo muy conocido, quien fue su segundo esposo en 1942 y con quien compartió la codirección de algunas de sus obras como directora cinematográfica.

## Influencias
Se la considera la madre de cine underground en Estados Unidos. Lo significativo de su aporte es que toda su carrera corre en paralelo a la apertura de nuevas vías para el cine de vanguardia. Su obra sirvió de bisagra entre las artes plásticas y el cine. Maya Deren fue la primera directora de cine estadounidense que visitó institutos y universidades para dar a conocer el cine experimental. Para comprender el conjunto de su obra, es necesario considerar los tres pilares fundamentales de su formación artística:
- En primer lugar, desde 1941 se formó con la bailarina, coreógrafa y antropóloga Katherine Dunham, que popularizó las danzas afrocubanas y afrocaribeñas y escribió una tesis sobre las danzas de Haití. Maya Deren analizó y filmó durante tres años su trabajo en Haití.
- En segundo lugar, la influencia de Galka Scheyer, marchante de arte y profesora. Ella fue quien introdujo a Maya Deren en ciertos elementos del psicoanálisis junguiano y la inspiró en el trabajo de ciertos arquetipos universales: el mar, la mitología griega, referencias al cuerpo humano...
- La tercera influencia de Deren será el cineasta de origen checo Alexander Hammid, su segundo marido, quien la introdujo en las técnicas cinematográficas.

## Cine
La autora definió sus propias obras con el término "películas de cámara", puesto que sus películas aspiran a llegar a un público no muy amplio, a un público intimista. No aspiró a exhibirse en los grandes cines, pero tampoco a la marginalidad. Sus circuitos fueron las universidades, museos, etc. todo lo que estaba en manos del arte pero a lo que el cine no había accedido todavía.
En 1943, adoptó el nombre de Maya Deren y en ese mismo año comenzó a hacer una película con Marcel Duchamp The witche's cradle la cual nunca se terminó y están disponibles las partes grabadas sin editar. En ese momento su círculo social incluyó a André Breton, Duchamp, John Cage y Anaïs Nin.
La segunda película que realizó fue At Land en 1944. Hizo también A study in choreography for the camera en 1947. Ritual of transfigured time la película más parecida en forma narrativa a Meshes of the Afternoon que en este caso explora el miedo al rechazo y la libertad de la expresión en un ritual de depuración.
En 1946 fue galardonada con la Beca Guggenheim por su creatividad fílmica convirtiéndose en la primera mujer del mundo en recibir una beca Guggenheim para filmar con total libertad.
En 1947 ganó también el Gran Premio Internacional por un film en 16mm experimental Meshes of the Afternoon en el Festival Internacional de Cine de Cannes. Codirigido con su marido, Alexander Hammid, la pieza influyó especialmente en directores como Jean Cocteau, Luis Buñuel o David Lynch. El film fue adquirido por el MoMA de Nueva York.
La otra película Meditation on violence fue hecha en 1948. Chao Li Chi fue el artista marcial que se encargó de la acción, la cual es una demostración de artes marciales chinas que sólo es tocada una vez en la edición para añadir un salto del artista marcial a otro plano donde aparece más ataviado y con una espada, éste es el primer film de Deren que utiliza elementos de la cultura afro-haitiana incluyendo dentro de la música algunos tambores de Haití acompañados de flautas chinas. Resulta muy interesante como precedente directo de lo que hoy llamamos World music.
En 1958 Deren en equipo con la “Metropolitan Opera Ballet School” crearon The very eye of night, su último filme concluido, donde un grupo de bailarines se mueven al estilo de dioses griegos sobre un fondo de estrellas, aparentando estar libres de la fuerza de gravedad.
Deren distribuyó sus propios filmes y los promovió a través de clases y ponencias en Estados Unidos, Canadá y Cuba. También actuó, editó, escribió y dirigió sus propias películas. A través de la década de los 40 y los 50, Deren atacó a Hollywood por su monopolio artístico, político y económico sobre el cine americano. Decía «Hago mis películas con lo que Hollywood gasta en pintalabios»», y se quejaba de que Hollywood «ha sido un gran obstáculo para que el cine se definiera y se desarrollara como una forma de arte creativo y fino». Su posición siempre fue de oposición a los estándares y prácticas de la industria fílmica de Hollywood. Deren fundó la Creative Film Foundation, fundación que junto a la colaboración con Cinema 16, desde 1956 hasta 1961, se dedicó a premiar el trabajo de cineastas independientes.
«La filosofía de Deren, con su impresionante insistencia en la dimensión ética del arte, además de por haber sido una feminista pionera, la convierten en un personaje muy apreciado incluso a día de hoy», aseguró el crítico Bill Nichols.
Deren tuvo un gran interés por el vudú y gracias a la beca Guggenheim pudo financiar al fin un viaje a Haití. Dunham, la directora de la compañía de danza donde había trabajado años atrás, había realizado su tesis en bailes haitianos, lo que influyó claramente en los intereses de Deren, quien no sólo filmó varias horas de rituales de vudú, sino que comenzó a participar de ellos y adoptó la religión; fue iniciada como mambo. Su libro que lleva por título Divine horsemen: The living God´s of Haiti y sus horas de grabación documental fueron organizadas y editadas -veinte años después de la muerte de Maya- por su tercer marido, Teiji Ito y su esposa Cherel Ito.
Maya Deren también fue escritora. Su libro más destacado fue Anagrama en el que dio claves sobre la filosofía de su cine, de como todas las piezas tienen una importancia fundamental en el resultado. Cada elemento está tan relacionado con el todo que ninguno de ellos puede cambiar sin afectar la serie y así afectar a la totalidad. Y, por el contrario, el todo es lo relacionado con todas las partes que si se leen horizontalmente, verticalmente, en diagonal o en sentido inverso a la lógica de la totalidad no es interrumpido, se mantiene intacta».

## Muerte
Deren murió en 1961 a la edad de 44 años de un derrame cerebral causado por una desnutrición avanzada. Su condición también fue agravada por las anfetaminas que tomaba desde que comenzó a trabajar con Dunham en 1941, prescritas por el doctor Max Jacobson quien fue investigado por el New York Times por desarrollar adicción y dependencia a las drogas en sus pacientes y se le retiró la licencia en 1975. Deren también estaba tomando junto con las anfetaminas algunas pastillas para dormir, esto aunado a un precedente de hipertensión familiar. Fue incinerada y sus cenizas fueron esparcidas en el Monte Fuji, en Japón.

## Filmografía
Su película más destacada es Meshes of the afternoon de 1943, codirigida con su entonces esposo, Alexander Hammid. En ella parte de lo onírico en el cine y la pintura europea y hace de la mujer la protagonista, interpretada por ella misma.
- Meshes of the Afternoon (1943) con Alexander Hammid, música de Teiji Ito añadida en 1959.
- At Land (1944) fotografía de Hella Heyman y Alexander Hammid.
- A Study in Choreography for Camera (1945) con Talley Beatty.
- Ritual in Transfigured Time (1946) colaboración coreográfica con Frank Westbrook y Rita Christiani.
- The Private Life of a Cat (1947) codirigida con Alexander Hammid.
- Meditation on Violence (1948).
- The Very Eye of Night (1952-55).

### Sin terminar
- The Witches' Cradle (1943) con Marcel Duchamp y Pajorita Matta.
- Medusa (1949) con Jean Erdman.
- Haitian Film Footage (1947-55).
- Season of Strangers (1959).